# Bosquerola de dues bandes
La bosquerola de dues bandes (Myiothlypis bivittata) és un ocell de la família dels parúlids (Parulidae).

## Hàbitat i distribució
Habita el sotabosc de la selva pluvial als tepuis del sud de Veneçuela, Guyana i l'extrem nord del Brasil. Andes del sud-est del Perú, Bolívia i nord de l'Argentina.